# Anthony Perez
Anthony Perez (født 22. april 1991 i Toulouse) er en cykelrytter fra Frankrig, der er på kontrakt hos Cofidis.

## Karriere
Perez kom på UCI World Touren i 2016, da han skrev kontrakt med Cofidis. Han har kørt hele sin professionelle karriere på det franske hold, og i 2020 forlængede parterne aftalen, så den var gældende til og med 2022.